# Bahnstrecke Malawiya–Tessenai
| Streckenlänge: | 90 km             |                   |                   |
| Spurweite: | 1067 mm (Kapspur) |                   |                   |
| |                   |                   |                   |
| \| \| \| von Port Sudan \| \| \| \| 0,0 \| Malawiya Junction \| Malawiya Junction \| \| \| \| nach Gedaref \| \| \| \| 26,2 \| Abu Gamal \| Abu Gamal \| \| \| \| Sudan / Eritrea \| \| \| \| 35,1 \| Aligder \| Aligder \| \| \| 52,5 \| Tessenei \| Tessenei \| \| \| 90,0 \| Ausbau Ende \| Ausbau Ende \| |                   |                   |                   |
| Strecke |                   | von Port Sudan    | von Port Sudan    |
| Bahnhof | 0,0               | Malawiya Junction | Malawiya Junction |
| Abzweig ehemals geradeaus und nach rechts |                   | nach Gedaref      | nach Gedaref      |
| Haltepunkt / Haltestelle (Strecke außer Betrieb) | 26,2              | Abu Gamal         | Abu Gamal         |
| Grenze (Strecke außer Betrieb) |                   | Sudan / Eritrea   | Sudan / Eritrea   |
| Haltepunkt / Haltestelle (Strecke außer Betrieb) | 35,1              | Aligder           | Aligder           |
| Bahnhof (Strecke außer Betrieb) | 52,5              | Tessenei          | Tessenei          |
| | 90,0              | Ausbau Ende       | Ausbau Ende       |

Die Bahnstrecke Malawiya–Tessenai war während des Zweiten Weltkrieges eine grenzüberschreitende Verbindung zwischen dem Sudan und Eritrea.
Bereits seit 1918 verlängerte die Ferrovie Eritrée (FE) ihre Bahnstrecke Massaua–Biscia in Abschnitten nach Westen in Richtung auf die sudanesische Grenze mit dem Ziel, Anschluss an die Eisenbahn im Sudan zu gewinnen. 1932 wurde Biscia erreicht, wo das Projekt steckenblieb.
Im Zweiten Weltkrieg trieb die britische Armee seit 1940, ausgehend vom sudanesischen Bahnhof Malawiya Junction an der Bahnstrecke Haija Junction–Sannar, die Strecke nach Eritrea vor. Dies geschah in der im Sudan verwendeten Kapspur. Die Strecke führte schließlich bis etwa 38 km über Tessanai hinaus in westliche Richtung. Der Lückenschluss zu der Bahnstrecke Massaua–Biscia gelang jedoch nicht, nachdem die italienische Kolonialmacht den Krieg im Gebiet ihrer Kolonie bereits 1941 verloren hatte. Die neue Kolonialmacht baute die Gleisanlagen wieder ab, da sie das Material für die Kriegführung in Nordafrika benötigte.